# Robert Ier de Legnica
Pour les articles homonymes, voir Robert Ier.
Ruprecht Ier de Legnica, né le 27 mars 1347 et mort  le 12 janvier 1409, est duc de Legnica (de 1364 jusqu'à sa mort) et régent de la moitié du duché Głogów-Żagań (1397 -1401).

## Biographie
Ruprecht  est le fils ainé de Wacław Ier de Legnica et de son épouse Anna, fille de Kazimierz Ier de Cieszyn. Il naît après huit années d'union stérile de ses parents.

### Jeunesse
Le père de Ruprecht  meurt en 1364, le laissant comme ses frères et sa sœur sous la garde de leur oncle Ludwik Ier de Brzeg. Une année plus tard avec son cousin germain Henyk VII, fils de Ludwik Ier, Ruprecht   rejoint l'empereur Charles IV du Saint-Empire  trip pour être couronné  du vieux titre de roi d'Arles. Robert visite ensuite des cités française comme Avignon, où il obtient du Pape Urbain V l'annulation de l'excommunication de son défunt père. En 1370 il participe au Reich de Nuremberg, où pour la première fois il manifeste ses ambitions politiques.

### Règne personnel
La régence de Ludwik Ier a été longue et c'est seulement en 1373 que Ruprecht Ier commence son règne personnel sur Legnica. Bien qu'il ait associé son frère Venceslas II comme corégent, Robert conserve le plein exercice du pouvoir dans le duché, mais toujours en étroite collaboration avec son oncle. Sur les instances de Ludwik Ier, Ruprecht signe un accord avec ses jeunes frères le 2 décembre 1372, par lequel ils acceptent de ne pas diviser le duché de Legnica entre eux pendant les dix prochaines années. Cet accord est ensuite renouvelé régulièrement et permet à Ruprecht Ier de régner sur Legnica avec ses frères, sans qu'aucun d'entre eux, bien que corégents, n'exerce aucun pouvoir.
Les années suivantes, Ruprecht Ier est impliqué dans les luttes dynastiques relatives à l'héritage de la Silésie. Le 21 mai 1379 il conclut un traité avec le roi Wacław IV de Bohême qui stipule que, après avoir reçu de Robert Ier l'hommage comme vassal, le roi Wacław IV lui garantit l'expectative de l'héritage de tous les descendants de Bolesław III le Prodigue. Malgré cela le 6 janvier 1383, Ruprecht Ier doit renoncer à ses prétentions sur les Duchés de Wroclaw, Świdnica et Jawor. Après la mort d'Henryk VIII le Moineau, duc de Głogów-Żagań le 14 mars 1397, Ruprecht Ier assume la régence pour le compte de ses fils mineurs jusqu'en 1401.
Les disparitions successives de Louis Ier le Beau le 6 décembre 1398 puis de son fils Henryk VII le Balafré le 11 juillet suivant, laissent Ruprecht Ier chef de la lignée des ducs de Legnica-Brzeg, ce qui lui permet d'intervenir comme médiateur dans les conflits entre ses parents de Silésie par exemple en 1399 entre le duc d'Opole et l'évêque de Lubusz, Jan Borschnitzem, et en 1400, lorsque les fils de Henryk VIII veulent partager leurs domaines.
En politique intérieure les deux principaux problèmes de Ruprecht Ier sont le règlement des dettes de son père et de son grand-père qui sont finalement annulées et ses conflits avec l'Église qui s'apaisent lors de l'élection de son jeune Wacław comme évêque de Wroclaw. Comme son oncle Louis Ier, Robert un  mécène et un protecteur des arts. Un des artistes qu'il protège est le chanoine de Brzeg  Piotr Byczyny, qui écrit les « Chroniques des Ducs de Pologne ».

### Succession
Ruprecht Ier meurt vers le 12 janvier 1409 et il est inhumé dans l'« église du Tombeau de Dieu » (en polonais: Bożego Grobu) de Legnica fondée par son père.
En l'absence d'héritier masculin, son frère le duc associé de Legnica et évêque de Wroclaw jusqu'en 1417, Wacław II conserve le titre de duc jusqu'à sa mort en 1419. Il a comme successeur Ludwik II de Brzeg fils cadet de leur cousin Henryk VII de Brzeg.

## Union et postérité
Le 10 février 1372, Ruprecht Ier épouse Jadwiga de Sagan (vers 1350 – 27 mars 1390), fille de Henryk V de Fer, duc de Żagań et veuve du roi  Kazimierz III de Pologne. Ils ont deux filles:
- Barbara (née vers 1384 – Trzebnica, 9 mai 1436), épouse le 6 mars 1396 Rodolphe III de Saxe duc de Saxe-Wittemberg et Électeur de Saxe. Par ce mariage Ruprecht Ier est l'ancêtre direct des rois de Danemark et de la  maison de Gonzague, qui règne ensuite sur Mantoue et le duché de Montferrat.
- Agnieszka (née avant 1385 – après le 7 juillet 1411), religieuse à Wroclaw.

## Sources
- (en) Cet article est partiellement ou en totalité issu de l’article de Wikipédia en anglais intitulé « Rupert I of Legnica » (voir la liste des auteurs), édition du 1er juillet 2014.
- (de) Europäische Stammtafeln Vittorio Klostermann, Gmbh, Francfort-sur-le-Main, 2004  (ISBN 3465032926),  Die Herzoge von Schlesien, in Liegnitz 1352-1596 und in Brieg 1532-1586 des Stammes der Piasten  Volume III Tafel 10.
- (en) & (de) Peter Truhart, Regents of Nations, K. G Saur Münich, 1984-1988 (ISBN 359810491X), Art. « Liegnitz (pol. Legnica) »  p. 2.451.